# Liste der Monuments historiques in Mortefontaine (Oise)
Die Liste der Monuments historiques in Mortefontaine (Oise) führt die Monuments historiques in der französischen Gemeinde Mortefontaine auf.

## Liste der Bauwerke
| Bezeichnung              | Beschreibung                                     | Standort | Kennzeichnung | Schutzstatus | Datum | Bild           |
| ------------------------ | ------------------------------------------------ | -------- | ------------- | ------------ | ----- | -------------- |
| Château de Vallière      | Schloss, erbaut 1892                             | (Lage)   | PA00114762    | Inscrit      | 1975  | weitere Bilder |
| Domaine de Mortefontaine | Erbaut in der ersten Hälfte des 17. Jahrhunderts | (Lage)   | PA60000057    | Inscrit      | 2004  | weitere Bilder |
| Brunnen                  |                                                  | (Lage)   | PA00114763    | Classé       | 1946  | weitere Bilder |

## Liste der Objekte
- Monuments historiques (Objekte) in Mortefontaine (Oise) in der Base Palissy des französischen Kultusministeriums